# Suzuka
Suzuka (鈴鹿市?, Suzuka-shi) è una città giapponese della prefettura di Mie, nelle cui vicinanze sorge un famoso circuito automobilistico e motociclistico.